# Grecja na Letnich Igrzyskach Olimpijskich 2004
Grecja w Atenach uczestniczyła podczas letnich igrzysk olimpijskich po raz 25. Grecja uczestniczyła we wszystkich igrzyskach olimpijskich czasów nowożytnych. W roli gospodarza igrzysk wystąpiła po raz drugi (poprzednio w 1896 roku). W jej barwach w igrzyskach wzięło udział 441 zawodników (223 mężczyzn i 218 kobiet).

## Zdobyte medale
| Medal  | Zawodnik | Dyscyplina           | Konkurencja                           |
| ------ | --- | -------------------- | ------------------------------------- |
| Złoto  | Fani Chalkia | Lekkoatletyka        | bieg na 400 m przez płotki kobiet     |
| Złoto  | Atanasia Tsumeleka | Lekkoatletyka        | chód na 20 km kobiet                  |
| Złoto  | Thomas Bimis Nikolaos Siranidis | Skoki do wody        | trampolina 3 m – skoki synchroniczne  |
| Złoto  | Dimosthenis Tampakos | Gimnastyka           | ćwiczenia na kółkach                  |
| Złoto  | Ilias Iliadis | Judo                 | kategoria do 81 kg mężczyzn           |
| Złoto  | Sofia Bekatoru Emilia Tsulfa | Żeglarstwo           | klasa 470er kobiet                    |
| Srebro | Anastasia Kielesidu | Lekkoatletyka        | rzut dyskiem kobiet                   |
| Srebro | Chrisopiji Dewedzi | Lekkoatletyka        | trójskok kobiet                       |
| Srebro | Nikolaos Kaklamanakis | Żeglarstwo           | klasa windsurfing mężczyzn            |
| Srebro | Aleksandros Nikolaidis | Taekwondo            | kategoria powyżej 80 kg mężczyzn      |
| Srebro | Elisawet Mistakidu | Taekwondo            | kategoria do 67 kg kobiet             |
| Srebro | Georgia Ellinaki Dimitra Asilian Antiopi Melidoni Angeliki Karapataki Kyriaki Liosi Stavroula Kozompoli Aikaterini Oikonomopoulou Antigoni Roumpesi Evangelia Moraitidou Eftychia Karagianni Georgia Lara Antonia Moraiti Anthoula Mylonaki | Piłka wodna          | turniej kobiet                        |
| Brąz   | Mirela Maniani | Lekkoatletyka        | rzut oszczepem kobiet                 |
| Braz   | Nikolaos Skiatitis Wasilis Polimeros | Wioślarstwo          | dwójka podwójna wagi lekkiej mężczyzn |
| Brąz   | Piros Dimas | Podnoszenie ciężarów | kategoria do 85 kg                    |
| Brąz   | Artiom Kiurengian | Zapasy               | styl klasyczny – kategoria do 55 kg   |